# Hale, Inre Mongoliet
Hale är en köpinghuvudort i Kina. Den ligger i den autonoma regionen Inre Mongoliet, i den norra delen av landet, omkring 45 kilometer norr om regionhuvudstaden Hohhot. Antalet invånare är 16 056. Befolkningen består av 7 408 kvinnor och 8 648 män. Barn under 15 år utgör 10,0 %, vuxna 15-64 år 77 %, och äldre över 65 år 12,0 %.
Runt Hale är det tätbefolkat, med 442 invånare per kvadratkilometer. Det finns inga andra samhällen i närheten. Trakten runt Hale består i huvudsak av gräsmarker.
Genomsnittlig årsnederbörd är 578 millimeter. Den regnigaste månaden är juli, med i genomsnitt 162 mm nederbörd, och den torraste är januari, med 4 mm nederbörd.